# Adrianna Godlewska
Adrianna Godlewska-Młynarska (ur. 5 lipca 1938 w Warszawie) – polska aktorka.

## Życiorys
Jest córką Marychny i Hieronima. W 1960 ukończyła studia na Akademii Teatralną im. Aleksandra Zelwerowicza w Warszawie.
Jest autorką wspomnień pt. Jestem, po prostu jestem (wydawnictwo Historia i życie, Warszawa 2003, ISBN 978-83-919068-1-1).
Była żoną Wojciecha Młynarskiego (rozwód), z którym ma troje dzieci: Agatę, Paulinę i Jana.

## Filmografia
- 1966 – Nowy pracownik jako pielęgniarka Dziunia w gabinecie zakładowym; film krótkometrażowy
- 1967 – Co to jest Dudek?; film dokumentalny
- 1969 – Nowy jako pielęgniarka Dziunia w gabinecie zakładowym
- 1971 – Kłopotliwy gość jako Dziunia, pielęgniarka w gabinecie zakładowym PZMC
- 1985 – Kronika wypadków miłosnych jako Nałęczowa, matka Aliny
- 1993 – Czterdziestolatek. 20 lat później, odc. „Kuzynka, czyli powrót do źródeł” jako właścicielka „kwatery” w Trójmieście